# Munasterio 'e Santa Chiara
Munasterio 'e Santa Chiara è una canzone napoletana, scritta dal paroliere Michele Galdieri e dal musicista Alberto Barberis, la prima e la più famosa tra quelle del dopoguerra.

## Storia
Considerata una pietra miliare del nuovo corso del canto partenopeo del dopoguerra, fu lanciata nel 1945 da Giacomo Rondinella nella rivista teatrale Imputati, alziamoci! di Michele Galdieri, fu poi presentata nello stesso anno dalle edizioni musicali La Canzonetta alla Festa di Piedigrotta interpretata da Luciano Tajoli con l'aggiunta della seconda strofa.
Riscosse subito un notevole successo al punto da essere re-incisa negli anni successivi da interpreti molto noti come Ebe De Paulis (prima edizione radiofonica e prima interprete femminile) e Carlo Buti nel 1946, Roberto Murolo nel 1948 e lo stesso Rondinella nel 1949.
Nel decennio successivo fu ripresa da Claudio Villa, che nel 1951 la inserì nel 78 giri Luna algerina/Munasterio 'e Santa Chiara (Vis Radio, Vi-4332) e nel 1957 nell'album omonimo (Vis Radio, VIMT 24005).
Nel 1966 Mario Trevi la incluse nel 45 giri Munasterio 'e Santa Chiara/Scalinatella e lo stesso anno nel 33 giri Canzoni napoletane moderne (Durium, mspr A 300/016), mentre Peppino di Capri la riprese nel 1969 includendola nel disco Munasterio 'e Santa Chiara/Malafemmena (Carisch, VCA 2620); il cantante caprese la reinciderà con un arrangiamento diverso nel 1972 nel 45 giri Magari/Munasterio è santa chiara (Splash, SPH 1013).
Mina ha inserito la sua interpretazione negli album Le più belle canzoni italiane interpretate da Mina e I discorsi entrambi del 1969, oltre che nella raccolta Mina per voi del 1970. Successivamente il brano è stato inciso da Iva Zanicchi nel 45 giri Munasterio 'e Santa Chiara/'O destino del 1977.

## Musica e testo
Nei versi un emigrante dà voce al suo desiderio di tornare a Napoli contrastato dal timore di trovare una città distrutta dalla guerra.
Il testo riporta fedelmente il sentire di un'Italia alla fine del conflitto mondiale, che partendo da un paesaggio di rovine deve affrontare un mondo completamente nuovo e diverso. Il monastero di Santa Chiara, distrutto dai bombardamenti, diventa così simbolo dell'angoscia di Napoli e di tutto il paese alla vigilia della ricostruzione e la canzone acquisisce una valenza nazionale.
La melodia di Barberis è modernamente ampia e ariosa nonostante le tante concessioni liriche, e riesce a trasmettere una grande drammaticità senza cadere nell'effettismo.